# アレクサンドラ・クルジャク
- アレクサンドラ・クルザク

アレクサンドラ・クルジャク（Aleksandra Kurzak, 1977年8月7日 - ）は、ポーランド出身のソプラノ歌手である。澄んだ軽い声で、モーツァルトなどのコロラトゥーラ役として成功を収めた後、ベルカントやリリコの役にもレパートリーを広げている。
姓はクルザクと表記されることが多いが、ポーランド語での発音は「クルジャク」あるいは「クジャク」である。

## 経歴
1977年8月7日、ポーランドのブジェク・ドルニに生まれる。幼い頃からヴァイオリンとピアノを学び、ヴロツワフ音楽アカデミーで声楽を学ぶ。1999年、ヴロツワフ歌劇場にて『フィガロの結婚』のスザンナ役でデビューする。2001年から2007年までハンブルク州立歌劇場のアンサンブルメンバーとなり、『魔笛』の夜の女王役を始め、多くのオペラに出演する。
2004年に『ホフマン物語』のオランピア役でメトロポリタン歌劇場、2008年に『セビリアの理髪師』のロジーナ役でウィーン国立歌劇場、2010年に『リゴレット』のジルダ役でミラノ・スカラ座にデビューしている。
ロッシーニのアリア集や母国ポーランドの作曲家ショパンの珍しい歌曲集などのCDを録音し、軽い声のコロラトゥーラのレパートリーを得意としていたが、出産後に声の豊かさが増したこともあり、以前からの希望であったリリコの役、『トゥーランドット』のリュー、『道化師』のネッダ、『オテロ』のデズデモナなどを多く歌うようになる。
2015年のインターナショナル・オペラアワードで Readers' Award を受賞した。

## 家族
母親はポーランドのソプラノ歌手 Jolanta Żmurko、父親はホルン奏者の Ryszard Kurzak という音楽一家に育つ。
フランスのテノール歌手ロベルト・アラーニャと結婚し、2014年生まれの娘 Malèna Alagna がいる。

## 役
| 役名                 | 作品名                 | 作曲家                  |
| -------------------- | ---------------------- | ----------------------- |
| 夜の女王             | 魔笛                   | モーツァルト            |
| スザンナ             | フィガロの結婚         | モーツァルト            |
| フィオルディリージ   | コジ・ファン・トゥッテ | モーツァルト            |
| ドンナ・アンナ       | ドン・ジョヴァンニ     | モーツァルト            |
| セルヴィリア         | 皇帝ティートの慈悲     | モーツァルト            |
| ブロンデ             | 後宮からの誘拐         | モーツァルト            |
| アスパージア         | ポントの王ミトリダーテ | モーツァルト            |
| ロジーナ             | セビリアの理髪師       | ロッシーニ              |
| フィオリッラ         | イタリアのトルコ人     | ロッシーニ              |
| 伯爵夫人アデル       | オリー伯爵             | ロッシーニ              |
| ルチア               | ランメルモールのルチア | ドニゼッティ            |
| ノリーナ             | ドン・バスクワーレ     | ドニゼッティ            |
| アディーナ           | 愛の妙薬               | ドニゼッティ            |
| マリー               | 連隊の娘               | ドニゼッティ            |
| マリア・ストゥアルダ | マリア・ストゥアルダ   | ドニゼッティ            |
| エルヴィラ           | 清教徒                 | ベッリーニ              |
| ヴィオレッタ         | 椿姫                   | ヴェルディ              |
| ジルダ               | リゴレット             | ヴェルディ              |
| デズデモナ           | オテロ                 | ヴェルディ              |
| アリーチェ・フォード | ファルスタッフ         | ヴェルディ              |
| ナンネッタ           | ファルスタッフ         | ヴェルディ              |
| ミミ                 | ラ・ボエーム           | プッチーニ              |
| ムゼッタ             | ラ・ボエーム           | プッチーニ              |
| リュー               | トゥーランドット       | プッチーニ              |
| ジュリエット         | ロメオとジュリエット   | グノー                  |
| オランピア           | ホフマン物語           | オッフェンバック        |
| ミカエラ             | カルメン               | ビゼー                  |
| ラシェル             | ユダヤの女             | アレヴィ                |
| ネッダ               | 道化師                 | レオンカヴァッロ        |
| マルツェリーネ       | フィデリオ             | ベートーヴェン          |
| エンヒェン           | 魔弾の射手             | ウェーバー              |
| アデーレ             | こうもり               | ヨハン・シュトラウス2世 |
| グレーテル           | ヘンゼルとグレーテル   | フンパーディンク        |
| クレオパトラ         | ジュリオ・チェーザレ   | ヘンデル                |